# 熊本県道340号水俣港線
熊本県道340号水俣港線（くまもとけんどう340ごう みなまたこうせん）は、熊本県水俣市を通る一般県道である。

## 概要

### 路線データ
- 起点：熊本県水俣市汐見町1丁目
- 終点：熊本県水俣市港町3丁目（国道3号交点）

## 地理

### 通過する自治体
- 水俣市

### 交差する道路
| 交差する道路 | 交差する場所 | 交差する場所 |
| ------------ | ------------ | ------------ |
| 国道3号      | 港町3丁目    | 終点         |

### 沿線
- 水俣広域公園
- 水俣港
- 道の駅みなまた